# 沙巴人民团结党
沙巴人民团结党（简称PBRS、沙民团党、沙人民团结党）是马来西亚沙巴的一个小型政党。沙民团党的现任主席为亚瑟古律，他也是该党创党主席佐瑟古律的儿子。沙民团党是沙巴人民联盟的成员党之一。该党从1994年开始便是国民阵线的成员党，至2018年5月短暂退出，后于同年10月重返国阵。

## 历史
沙巴人民团结党的创党主席佐瑟古律，原为沙巴团结党州政府的内阁部长。但在1994年沙巴州选后，佐瑟古律带领部分不满该党的成员退党，并宣布成立沙巴人民团结党。出走的党员中，包括沙巴团结党的州议员。这导致原本赢得州选的沙巴团结党失去州议会多数席次，沙巴团结党政府因而倒台。佐瑟古律与其他沙民团州议员宣布支持沙巴巫统的沙卡兰担任新一任沙巴州首席部长，佐瑟本人也续任州部长职位。1994年6月10日，沙巴人民团结党正式加入国民阵线。
国阵在2018年5月9日的马来西亚大选中落败后，沙民团党主席佐瑟古律宣布该党将退出国阵。该党表明了与执政的沙巴人民复兴党以及希望联盟合作的立场，也申请加入希盟。不过，该申请并没有下文。而沙巴州希盟主席刘静芝也表示，沙民团党成为希盟成员党的机会“微乎其微”。沙民团党于是宣布重回国阵，并表示沙巴国阵应被解散，以成立新的沙巴团结联盟。
2020年马来西亚政治危机发生后，希望联盟政府倒台。沙巴人民团结党在时隔两年后，于2020年5月12日参加了国阵最高理事会议。国阵的其他成员党，包括巫统、马华公会及国大党也出席了该次会议。会议上，国阵各成员党宣布支持新任首相慕尤丁，以及他的国民联盟政府。沙民团党唯一的国会议员暨该党署理主席，亚瑟古律，自2020年3月起也被委任为国盟政府的首相署（经济事务）副部长。
在2020年沙巴州选中，沙巴人民团结党以国阵旗帜上阵，但该党在所竞选的4个议席中皆落败。2021年1月9日，沙民团党署理主席亚瑟古律签署谅解备忘录，以推动沙巴人民联盟的正式注册。该联盟于2020年9月12日，即沙巴州选前夕成立，并在州选中获胜。
2023年1月，佐瑟古律宣布引退并辞去沙民团党主席职，由党署理主席亚瑟接任。

## 当选代表

### 国会下议院
沙巴人民团结党目前只有一名下议员。
| 沙巴 | P182     | 冰厢岸   | 亚瑟古律 |          |          |          |
| 总数 | 沙巴 (1) | 沙巴 (1) | 沙巴 (1) | 沙巴 (1) | 沙巴 (1) | 沙巴 (1) |

### 州立法议会
沙巴州立法议会

## 历届全国大选成绩
| 大选 | 当选议席数量 | 参选议席数量 | 总得票 | 得票率 | 选举结果                          | 领袖     |
| ---- | ------------ | ------------ | ------ | ------ | --------------------------------- | -------- |
| 1995 | 0 / 192      |              |        |        | ━ ; 在国会内无当选代表            | 佐瑟古律 |
| 1999 | 0 / 193      |              |        |        | ━ ; 在国会内无当选代表            | 佐瑟古律 |
| 2004 | 1 / 219      | 1            | 5,880  | 0.08%  | ▲1席; 执政党 (国民阵线)           | 佐瑟古律 |
| 2008 | 1 / 222      | 1            | 0      | 0,00%  | ━ ; 执政党 (国民阵线)             | 佐瑟古律 |
| 2013 | 1 / 222      | 1            | 9,467  | 0.09%  | ━ ; 执政党 (国民阵线)             | 佐瑟古律 |
| 2018 | 1 / 222      | 1            | 11,783 | 0.10%  | ━ ; 在野党, 后成执政党 (国民阵线) | 亚瑟古律 |
| 2022 | 1 / 222      | 1            | 23,877 | 0.15%  | ━ ; 执政党 (联合政府-国民阵线)    | 亚瑟古律 |

## 历届州选举成绩
| 州选举  | 州立法议会     | 州立法议会                  |
| 州选举  | 沙巴州立法议会 | 当选议席数量 / 参选议席数量 |
| ------- | -------------- | --------------------------- |
| 2/3多数 | 2 / 3          | 2 / 3                       |
| 1999    | 0 / 48         | 0 / 2                       |
| 2004    | 1 / 60         | 1 / 1                       |
| 2008    | 1 / 60         | 1 / 1                       |
| 2013    | 1 / 60         | 1 / 1                       |
| 2018    | 1 / 60         | 1 / 1                       |
| 2020    | 0 / 73         | 0 / 4                       |

## 延伸阅读
- 沙巴团结党
- 神山前进统一机构
- 沙巴人民联盟
- 人民复兴党
- 人民统一公正阵线（英语：People's Justice Front）
- 卡达山杜顺人统一机构（英语：United Pasokmomogun Kadazan Organisation）
- 沙巴民族统一机构
- 沙巴华人公会

## 外部連結
- 沙巴人民团结党的Facebook專頁
- 沙巴人民团结党的Blogspot部落格 （页面存档备份，存于）